# IBook G4
L'iBook G4 è un computer notebook prodotto da Apple Inc. dal 2003 al 2006, sostituisce l'iBook G3 ed è stato sostituito dal MacBook in seguito al passaggio ai processori Intel.
Si basa sul processore PowerPC G4 nelle sue versioni 7455 e 7447A.

## Descrizione
L'iBook G4 è un'evoluzione dell'iBook G3 con un processore PowerPC G4 al posto del precedente processore PowerPC G3. L'iBook G4 è nato dalla necessità di tenere l'iBook al passo con la concorrenza e quindi di provvedere a fornirgli delle prestazioni più elevate di quelle dell'iBook G3. Il miglioramento maggiore delle prestazioni lo si deve al processore che oltre essere un processore più avanzato del precedente è anche dotato della tecnologia AltiVec e quindi tutti i programmi che sono in grado di sfruttare questa tecnologia sono in grado di ottenere un miglioramento della prestazioni superiore al solo incremento della frequenza rispetto ai modelli precedenti. Nel 2004 Apple ha modificato due volte le caratteristiche tecniche e nella versione presentata a ottobre ha inserito la scheda AirPort Extreme di serie. Nel 2005 Apple ha aggiornato la linea aumentando la frequenza del microprocessore, la memoria RAM e aggiungendo il supporto di serie del Bluetooth 2.0. Nell'aggiornamento del 2005 Apple incluse anche alcune migliorie della serie PowerBook come il sensore che rileva le cadute accidentali e il supporto della trakpad che rileva il doppio scorrimento.

## Versioni

### iBook G4 (metà 2005)
Questo nuovo aggiornamento si caratterizza per l'integrazione come standard della connettività wireless, grazie all'aggiunta del Bluetooth oltre al già presente Airport extreme. La memoria ram viene portata a 512 Mbyte di serie e la scheda grafica diviene l'ATI Mobility Radeon 9550 in modo da potere utilizzare il sottosistema Core Image fornito con il Mac OS X Tiger. In questa versione dell'iBook Apple integra diverse novità della linea PowerBook come il sensore di rilevamento dell'accelerazione e il trackpad che riconosce la pressione di due dita contemporaneamente. Il sensore di accelerazione viene utilizzato dal sistema per rilevare brusche variazioni di velocità del computer (per esempio cadute) e in tal caso per mettere in sicurezza l'hard disk spostando le testine di lettura/scrittura in posizione di sicurezza.